# Jansik Szilárd
Jansik Szilárd (Cegléd, 1994. április 6. –) olimpiai bronzérmes, világ-, és Európa-bajnok magyar válogatott vízilabdázó. A Ferencvárosi TC játékosa, mellyel a 2017-2018-as idényt magyar bajnoki címmel zárta. Bátyja, Jansik Dávid szintén a nemzeti válogatott tagja.
2020-ban Európa-bajnok, 2021-ben olimpiai bronzérmes lett a válogatottal. 2023 nyarán a nemzeti csapat tagjaként világbajnokságot nyert Fukuokában.

## Eredményei

### Klubcsapattal
- Magyar bajnokság
  - Aranyérmes: 2018, 2019, 2022, 2023, 2024, 2025
  - Bronzérmes: 2021
- Magyar kupa
  - győztes: 2022, 2023, 2024
- LEN-bajnokok ligája: győztes: 2019, 2024, 2025
- LEN-Európa-kupa: győztes: 2017, 2018
- LEN-szuperkupa: 
  - Győztes (2): 2018,[4] 2019,[5] 2024[6]
- Ezüstérmes: 2017

### Válogatottal
- Világbajnokság
  - ezüstérmes: 2025
- Európa-bajnokság
  - győztes (2020)
  - második (2022)

## Díjai
- Magyar Arany Érdemkereszt (2021)[7]
- Az év magyar vízilabdázója (2022)[8]